# Liceo classico Marco Polo
L'Istituto d’istruzione superiore "Marco Polo - Liceo artistico" è il secondo liceo fondato a Venezia, dopo il liceo Marco Foscarini.

## Storia
La fondazione della scuola risale al 1812, nell'ambito delle politiche scolastiche attuate da Napoleone nei territori sotto il suo controllo, sotto forma di ginnasio erariale, ossia municipale, con un corso di studi che prevedeva soltanto le prime quattro classi di Grammatica. La prima sede era dislocata presso San Vidal, ossia dall'altra parte del Canal Grande rispetto alla collocazione definitiva. Con il passaggio di Venezia sotto la dominazione austriaca, l'istituto venne promosso a Ginnasio Governativo il 22 gennaio 1819 e gli fu assegnata come nuova sede il soppresso convento di San Giovanni Laterano, da cui prese anche il nuovo nome. Pochi anni dopo (1826-27), la scuola venne trasferita ancora, stavolta vicino alla chiesa di San Zaccaria e usando come sede l'edificio della chiesa soppressa di San Provolo, assumendo anche la nuova denominazione di "Ginnasio San Provolo". Il trasferimento definitivo a Dorsoduro, nella zona di San Trovaso avvenne nel 1841-42, con l'ennesimo cambio di nome in "Ginnasio San Trovaso"; fu scelta come sede il palazzo Bollani, che da allora ospita i locali dell'istituto.
Il primo ingrandimento importante avvenne nel 1861, quando la scuola poté fregiarsi del titolo di "Ginnasio-Liceo" grazie a un "dispaccio ministeriale" del governo austriaco che estese la portata dei corsi fino all'ottava classe. Con il passaggio di Venezia al Regno d'Italia, la scuola assunse la denominazione definitiva di "Ginnasio-Liceo Marco Polo".

### Aggregazione con istituto magistrale "Niccolò Tommaseo"
A partire dal 1998, l'aggregazione dell'istituto magistrale "Niccolò Tommaseo" ha ampliato gli indirizzi liceali, affiancando al tradizionale liceo classico anche il liceo linguistico e quello psicopedagogico (poi delle scienze umane), mantenendo per questi ultimi la sede del precedente "Tommaseo" (palazzo Martinengo Valier da Riva), nel sestiere di Castello.
Un ulteriore allargamento di indirizzi è avvenuto nel 2011, quando in seguito alla riforma dell'istruzione secondaria superiore sono partiti i primi corsi del liceo musicale, l'unico della città di Venezia.
Quando l'istituto magistrale era autonomo, nel 1938, per effetto delle leggi razziali, l'allora preside del "Niccolò Tommaseo", Augusto Levi, venne costretto a dimettersi dal suo incarico.

## La sede di Palazzo Bollani
I locali principali del liceo sono ospitati dal 1841 presso il Palazzo Bollani, un edificio patrizio del XVI secolo a pochi passi dalla chiesa di San Trovaso e dalle Gallerie dell'Accademia, lungo una delle direttrici che collegano piazza San Marco e l'Accademia con Piazzale Roma e con la stazione di Santa Lucia. Il palazzo ha subito parecchie ristrutturazioni e fu il primo edificio pubblico che poté beneficiare dei fondi messi a disposizione dalla legge speciale per la salvaguardia di Venezia. Gli ultimi interventi hanno consentito di creare una serie di strutture educative a disposizione degli studenti, tra le quali laboratori di chimica, informatica e lingue, aule video e multimediali e una biblioteca.